# 第五号海防艦
第五号海防艦（だいごごうかいぼうかん）は、日本海軍の海防艦。第一号型海防艦（丙型）の3番艦。大東亜戦争において、輸送船団を護衛中に撃沈された。

## 艦歴

### 計画-竣工-練成
マル戦計画の海防艦丙、第2401号艦型の3番艦、仮称艦名第2403号艦として計画。1943年10月23日、日本鋼管株式会社鶴見造船所で仮称艦名第2404号艦と同日に起工。12月22日、第五号海防艦と命名されて第一号型海防艦の3番艦に定められ、本籍を呉鎮守府と仮定。
1944年1月15日、進水。本艦は国民からの建艦献金の一部を建造費に充てたため、非公式に報國第二号海防艦と称された。2月1日、艤装員事務所が鶴見造船所内で事務を開始。3月12日、呉防備戦隊に編入。3月19日竣工し、艤装員事務所を撤去。本籍を呉鎮守府に、役務を呉鎮守府警備海防艦にそれぞれ定められ、基礎術力練成教育に従事。

### 1944年4月-8月 第一海上護衛隊
1944年4月11日、海上護衛総司令部第一海上護衛隊に編入。4月13日から22日まで呉海軍工廠で入渠し、船体と機関の整備を行う。出渠後は門司へ回航し、ヒ61船団の編成待ちとなる。
5月3日、ヒ61船団（11隻）を護衛して門司発。7日からは第7号海防艦とともに対潜制圧を行いつつ経由地のマニラへ向かい、10日マニラ着。12日、引き続きヒ61船団を護衛してシンガポールへ向けマニラ発。17日、シンガポール着。23日、復航のヒ62船団（8隻）を護衛してシンガポール発。28日、本艦は機械故障をおこした特設運送船神鳳丸に付き添うこととなり、第7号海防艦、第13号海防艦とともに船団から分離し、船団本隊より1日遅れの30日にマニラへ入港した。
6月1日、引き続きヒ62船団を護衛して門司へ向けマニラ発。8日、門司に到着して佐世保へ回航。10日から18日まで佐世保海軍工廠で入渠し、電波探信儀の設置工事を行う。19日、六連へ回航し、ヒ67船団の編成を待つ。22日、ヒ67船団（12隻）を護衛してシンガポールへ向かう。29日、対潜戦闘を行った際に推進器とプロペラシャフトを破損する。そのまま護衛を続行し、30日経由地のマニラに入港。その後キャビテへ回航される。
7月7日から8月2日までキャビテの第百三海軍工作部で入渠し、推進器とプロペラシャフトの修理を行う。
8月8日から9日にかけて、マニラ湾口で対潜掃蕩に従事。9日、マタ26船団（24隻）を護衛して基隆へ向けマニラ発。16日、陸軍徴傭船あさか丸を救難。17日、同船を伴い基隆着。20日、タモ23船団（14隻）を護衛して門司へ向け基隆発。26日、六連沖で同船団から分離し佐世保へ回航し整備を行う。31日、モタ25船団（3隻）を護衛して高雄へ向け寺島水道発。

### 1944年9月 第十一海防隊-沈没
1944年9月3日、モタ25船団護衛部隊3隻は高雄で編成中のタマ25船団の護衛に割り当てられることとなり、高雄行きを取りやめ基隆に回航されることとなった。本艦らはモタ25船団を基隆まで送り届け、4日高雄に入港。5日、第一海上護衛隊隷下に新編された第十一海防隊に編入。同日、タマ25船団（11隻）を護衛して高雄発。6日船団がアメリカ潜水艦の攻撃により損害を出したため、東港に退避。8日、引き続きタマ25船団を護衛してマニラへ向け東港発。9日、船団が再び損害を出したため、10日ラボック湾に退避。11日ラボック湾を出港したが、ビサヤ諸島が12日にアメリカ艦上機の空襲を受けていたため、マニラ直行をとりやめて13日にスービック湾で仮泊。14日にはサンタクルスへ退避することとなった。17日、アメリカ艦上機によるビサヤ諸島に対する空襲が終わったためスービック湾へ向けサンタクルスを出港し、同日スービック湾に入港。18日に同湾を出港し、同日マニラに到着した。20日、マタ27A船団（6隻）を護衛して高雄へ向けマニラ発。21日、スービック湾沖でアメリカ艦上機の空襲を受け、被爆し沈没した。海防艦長の桐山勝三少佐以下乗員10名が戦死し、さらに生存者のうち7名が収容先の艦上で死亡した。
1945年5月25日、第五号海防艦は第十一海防隊と第一号型海防艦から削除され、帝国海防艦籍から除かれた。

## 海防艦長
艤装員長
1. 桐山勝三 少佐：1944年1月30日 - 1944年3月19日

海防艦長
1. 桐山勝三 少佐：1944年3月19日 - 1944年9月21日 戦死、同日付任海軍中佐